# Радио Вера
Ра́дио «Ве́ра» — российская религиозная (православная) и культурно-просветительская радиостанция. В качестве своей аудитории радио видит жителей мегаполисов, в том числе людей, далёких от Православной церкви, но интересующихся верой и православием. Эфир радиостанции состоит из спокойной музыки различных жанров, программы — из рассказов о любви, истории, детях и самых обычных жизненных радостях.
Вещание радиостанции началось 14 сентября 2012 года через интернет. 20 августа 2014 года радиостанция впервые вышла в эфир в Рязани, а с 15 сентября того же года — в Москве. Начиная с этого времени ретрансляторы сигнала открывались в различных городах России, а также в Донецке и Кишинёве. Главным редактором с 2015 года является Илья Кузьменков.

## История
По воспоминаниям Романа Торгашина, «проект впервые зародился и начал делаться ещё осенью 2011 года. <…> Начался он со сбора единомышленников, <…> он получился соборный. И начал он в жизнь претворяться, строиться, как организация уже в стенах Синодального отдела, когда впервые члены будущего правления радио „Вера“ и коллеги с Синодального отдела, нынешнего отдела по связям Церкви с обществом и СМИ впервые собрались и начали обсуждать, каким должно быть православное радио, которое нацелено на современных горожан. <…> Тогда же мы начали проводить первые исследования». По словам Владимира Легойды: «несколько редакторов из „Фомы“ и я как главный редактор были приглашены для участия в нескольких внутренних дискуссиях, планерках и редакционных заседаниях радио „ВЕРА“. Могу сказать, что они были жаркими, непростыми. Представления о слушателях были разными. Поскольку я считаю, что журналистика — это сочетание творчества и ремесла, ты никогда не знаешь наверняка, что получится».
12 апреля 2012 года был зарегистрирован домен radiovera.ru. Летом того же года началось оборудование студии и формирование команды. 14 сентября 2012 года на сайте radiovera.ru было начато вещание интернет-вещание радиостанции. 17 декабря того же года была зарегистрирована Автономная некоммерческая организация «Информационный центр радиовещания, искусства и культуры „Вера, надежда, любовь“». По свидетельство Романа Торгашина: «мы изначально пытались приобрести частоту в Москве, в Москве уже частот практически не было, и от государства её получить было невозможно. Поэтому мы искали спонсоров в бизнесе для того, чтобы как-то в складчину приобрести её, а точнее приобрести какую-то из существующих станций. Ну и по мере того, как мы развивали саму редакцию, начали участвовать в государственных конкурсах за радиочастоты». 26 июня 2013 года радиостанция первые в своей истории выиграла конкурс на частоту — Федеральная конкурсная комиссия по телерадиовещанию приняла решение о предоставлении радиочастоты 107,2 МГц в Братске. По словам Романа Торгашина: «Мы так даже шутили что „Вера“ — это такое братское радио». Из-за бюрократических проволочек Братск так и не стал первым городом, где началось аналоговое вещание данной радиостанции.
Важной задачей для радиостанции был выход в столичный эфир. Однако так как в Москве все частоты были заняты, сделать это было можно лишь купив существующую радиостанцию с последующим изменением формата. В апреле 2014 года у с Еленой Уваровой был подписан предварительный договор о продаже радиостанций «Jazz» и «Classic». Хотя покупатели были заинтересованы в приобретении лишь одной радиостанции для получения FM-частоты, Уварова согласилась на продажу только двух радиостанций вместе. Сделка была завершена в начале июня и носила благотворительный характер и по словам Уваровой «была проведена не только на денежных условиях». Было решено, что Радио Вера начнёт вещание на частоте радио «Классик». 25 июня того же года Федеральная конкурсная комиссия при Роскомнадзоре утвердила переоформление вещательной лицензии радио Classic на православную радиостанцию «Вера». При этом музыка, звучащая на Радио Classic частично стала звучать и на Радио Вера. Радио «Джаз» 15 июля было перепродано «Мультимедиа Холдингу».
20 августа того же года в Рязани на частоте 102,5 МГц впервые началось эфирное вещание радиостанции. 14 сентября того же года ровно в 00:00 по московскому времени радиостанция начала свое вещание в Москве на частоте 100,9 FM. Ведущими радиостанции стали бывшая ведущая радио «Маяк» Тутта Ларсен, заместитель главного редактора журнала «Новый мир» Павел Крючков, лидер московской рок-группы «Полный состав» и корреспондент журнала «Фома» Константин Мацан.

## Концепция радиостанции

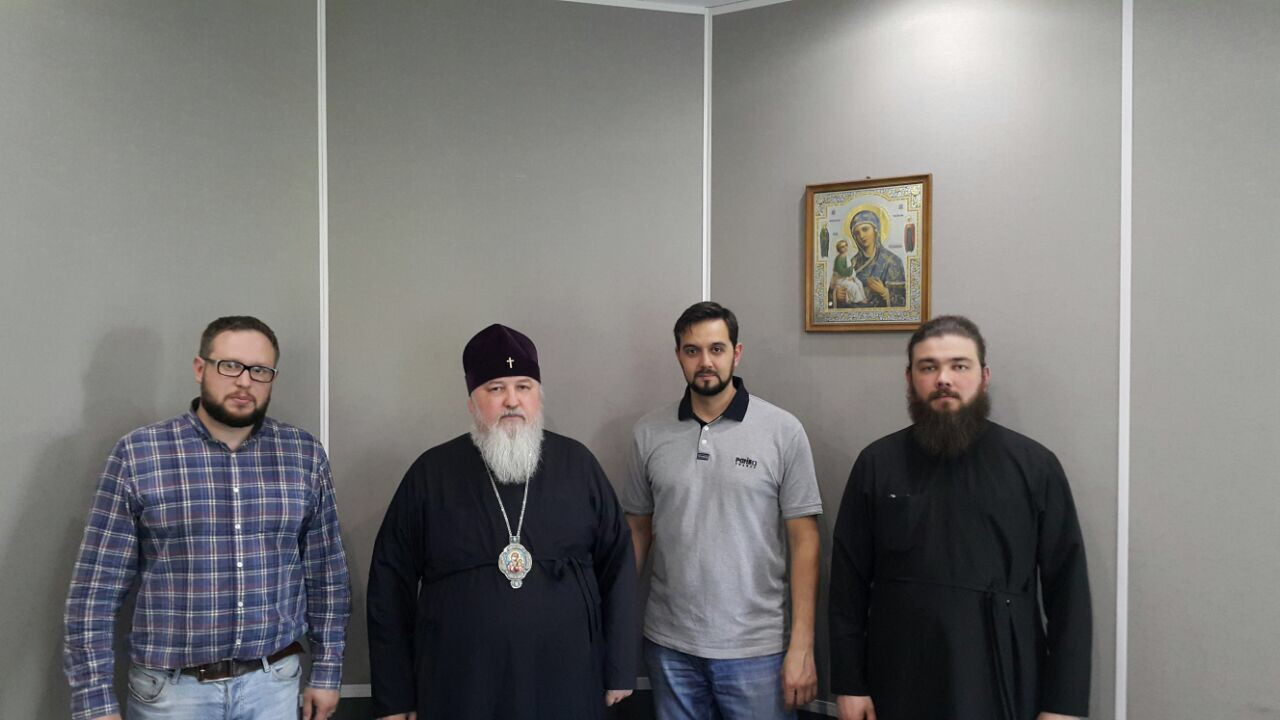
Алексей Пичугин (ведущий), митрополит Кирилл (Покровский) (гость), Арсений Фёдоров (продюсер), священник Тимофей Чайкин (гость) в студии радио «Вера». 23 мая 2017 года

Цель радиостанции — привлечь широкую аудиторию слушателей к диалогу о нравственности, этике, культуре взаимоотношений и целостности восприятия окружающего мира. В основе информационного вещания лежат авторские программы. В 2014 году Роман Торгашин так формулировал принципы создания контента для радиостанции: «Мы делаем станцию с пониманием того, что жителю мегаполиса, особенно если он за рулём автомобиля, очень сложно надолго сфокусировать своё внимание на смысловых сообщениях. Поэтому подавляющее большинство программ на станции короткие, не более 5 минут. Мы чередуем их с музыкой, чтобы у человека было время подумать, „переварить“ услышанное. Как автомобилист могу сказать, это прекрасный формат для слушания в пробках. Очень успокаивает, с одной стороны. Городская суета вокруг как бы отходит на второй план. Но кроме того, в мягкой неагрессивной форме получаешь ещё познавательную информацию, пищу для размышления».
Один из принципов радиостанции — отсутствие полемичности. По словам Дениса Маханько, заместитель главного редактора радиостанции отмечал: «Радио „Вера“ категорически против слова „против“. Мы „за“. Мы ни с чем не боремся, мы говорим о хорошем, у нас позитивный взгляд на мир». Если разговор идёт на темы православия, делается это сдержанно, без умаления других религий.
В сетке вещания отсутствует коммерческая реклама. В то же время, заметное место уделяется продвижению благотворительных и социальных проектов. По слова Натальи Стрельцовой: «Модель у нас некоммерческая. Приглашаем к сотрудничеству благотворительные фонды, общественные организации, НКО, поскольку мы можем рассказывать о местных инициативах в федеральном эфире. Общественно-значимым проектам уделяем большое внимание»
В 2018 году Роман Торгашин отмечал: «Для большей части нашей аудитории ценен глоток спокойствия и отдыха, который мы им даем в эфире. В то же время у нас очень много людей, особенно среди церковных, с активной жизненной позицией, которые как раз хотят, чтобы наша воинствующая природа Церкви (мы все это знаем) ярче и жёстче светила у нас в эфире, чтобы мы острее высказывались о тех или иных общественных событиях, не старались как-то их сглаживать, а говорили жёстко и прямо. Соответственно, мы получаем часто взаимоисключающие комментарии»

## Программы
- Семейные истории с Туттой Ларсен — Авторская программа Тутты Ларсен, в которой она популярно рассказывает истории о семейной жизни знаменитых людей.
- Светлый вечер — интересные беседы с известными людьми, в которой гости программы разговоривают об истории, искусстве, литературе, актуальных темах сегодняшнего дня и высоких материях. Программа не о событиях, а о людях и смыслах.
- Храмы моего города — рассказы о истории православных храмов и церквей.
- Часть речи — объяснение перевода и духовного значения церковно-славянских слов.
- Православный календарь — рассказ о праздниках и днях памяти святых на каждый день.
- Азы Православия — программа отвечает на вопросы тех людей, которые впервые входят в храм.
- Герои моего времени — программа о неизвестных героях наших дней, которые совершают героические поступки ради других людей, при этом не считая это чем-то особым.
- Тайны Библии — интересные факты из Библии и библейской истории в их взаимосвязи с современной наукой.
- Литературный навигатор — программа о том, что можно почитать из старого и из новинок книжного рынка.
- ПроСтранствия — удивительные места планеты глазами православного путешественника в совместном проекте с журналом «Православный паломник».
- Материнский капитал — программа для молодых мам: воспитание детей и их здоровье. Софья Бакалеева приглашает в студию врачей, психологов и педагогов для получения ответов на «мамины» вопросы.
- Жития святых — помогает лучше узнать о жизни великих святых.
- Частное мнение — актуальные мнения о событиях и фактах.
- Время радости — программа посвящена объяснению значения великих и двунадесятых праздников.
- Закладка — неформальные размышления о знаковых творениях в современной литературе заместителя главного редактора журнала «Новый мир» Павла Крючкова.
- Дело дня — программа, которая рассказывает о том, кому и как слушатель мог бы помочь сегодня.
- Сказания о Русской земле — чтение книги Александра Дмитриевича Нечволодова, в которой он постарался в простой и общедоступной форме изложить историю русского государства.
- Исторический час — Ведущий историк Дмитрий Володихин. Рассказывается о исторических событиях.
- Вопросы Веры и Фомы — или Чай с Вареньем. Путешествия ребят Веры и Фомы, доктора на пенсии Михаила Гавриловича, и собаки Алтая.

## Авторы и ведущие
- Александр Ананьев — ведущий программ: «Светлый вечер», «Семейный час».
- Алексей Козырев — ведущий программы «Философские ночи».
- Алексей Пичугин — ведущий программ: «Светлый вечер», «Прогулки по Москве», автор радио-блога «Частное мнение»
- Алла Митрофанова — ведущая программ «Светлый вечер» и «Еженедельный журнал с Аллой Митрофановой».
- Анастасия Иванова — автор программы «Свидетели веры»
- Андрей Тарасов — автор радио-блога «Частное мнение»
- Священник Антоний Борисов — автор и ведущий программы «Вселенная Православия»
- Анна Ершова — автор и ведущая программы «Семейные советы».
- Анна Леонтьева — ведущая программы «Светлый вечер», автор радио-блога «Частное мнение»
- Анна Тумаркина — автор радио-блога «Частное мнение»
- Анна Шепелёва — автор и ведущая программы «Литературный навигатор»
- Виктория Маркелова — автор и ведущая программы «Семейные советы»
- Виталий Заболотный — автор радио-блога «Частное мнение»
- Священник Дмитрий Барицкий — автор и ведущий программы «Евангелие дня»
- Дмитрий Володихин — ведущий программы «Исторический час с Дмитрием Володихиным»
- Дмитрий Серебряков — автор и ведущий программ «ПроСтранствия», «Храмы моего города» и «Моя Сибирь»
- Евгений Иванов — автор программы «Свидетели веры»
- Евгений Сулес — автор радио-блога «Частное мнение»
- Евгения Ульева — автор радио-блога «Частное мнение»
- Екатерина Загуляева — автор радио-блога «Частное мнение»
- Елизавета Волчегорская (Лиза Горская) — ведущая программы «Светлый вечер»
- Игорь Петровский — Пресс-секретарь Главы Донской митрополии, преподаватель факультета журналистики
- Игорь Цуканов — ведущий программы «Вечер воскресенья»
- Ирина Доронина — автор радио-блога «Частное мнение»
- Ирина Собыленская — автор радио-блога «Частное мнение»
- Кира Лаврентьева — ведущая программы «Светлый вечер».
- Константин Мацан — ведущий программ: «Светлый вечер», «ВЕРА и ДЕЛО». автор и ведущий программы «Родники небесные». автор радио-блога «Частное мнение»
- Ксения Толоконникова — ведущая программы «Светлый вечер».
- Людмила Лис — автор программ «Актуальная тема» и «Сюжеты».
- Марина Борисова — ведущая программы «Светлый вечер».
- Марина Шраменко — автор радио-блога «Частное мнение»
- Мария Алфёрова — автор радио-блога «Частное мнение»
- Мария Миргородская — автор радио-блога «Частное мнение»
- Мария Чугреева — автор радио-блога «Частное мнение»
- Наталия Лангаммер — автор радио-блога «Частное мнение»
- Наталья Барложецкая — автор и ведущая программы «Семейные советы»
- Наталья Лосева — автор радио-блога «Частное мнение»
- Ольга Клюкина — автор и ведущая программы «Прообразы»
- Ольга Королёва — автор и ведущая программы «Семейные советы»
- Павел Андреев — автор и ведущий программ: «Моя Вятка», «Мой Урал», «Моё Поволжье» и «Песня с историей»
- Протоиерей Павел Великанов — автор и ведущий программы «Евангелие дня». автор радио-блога «Частное мнение»
- Павел Крючков — автор и ведущий программ: «Рифмы жизни», «Закладка Павла Крючкова»
- Пётр Колосов — автор программы «Истории старого звонаря»
- Светлана Бакулина — автор радио-блога «Частное мнение»
- Священник Сергий Круглов — автор радио-блога «Частное мнение»
- Севак Мирабян — автор радио-блога «Частное мнение»
- Сергей Комаров — автор радио-блога «Частное мнение»
- Сергей Худиев — автор радио-блога «Частное мнение»
- Софья Бакалеева — автор и ведущая программы «Материнский капитал»
- Священник Стефан Домусчи — автор и ведущий программы «Евангелие дня».
- Татьяна Любомирская — автор радио-блога «Частное мнение»
- Тутта Ларсен — ведущая программ «Вечер воскресенья», «Семейные истории», «Семейный час», «Семейные советы»
- Епископ Феоктист (Игумнов) — автор и ведущий программы «Евангелие дня».
- Яна Зотова — автор радио-блога «Частное мнение»
- Яна Капаева — автор радио-блога «Частное мнение»

## Города вещания радио «Вера»
Россия
- Абакан — 92,0 FM
- Абатское — 103,8 FM
- Александровское — 101,9 FM
- Альметьевск — 99,6 FM (с 15 июня 2016 года)[24]
- Анапа — 90,5 FM (c 29 декабря 2024 года)[25]
- Арзгир — 103,8 FM (c 11 сентября 2021 года)
- Аромашево — 103,5 FM (c 6 января 2016 года)[26]
- Астрахань — 90,5 FM (с 21 июня 2021 года)[27]
- Ахтубинск — 99,1 FM (c 25 апреля 2021 года)[28]
- Байкалово — 105,5 FM (c 6 января 2016 года)[26]
- Белгород — 103,2 FM (c 15 февраля 2022 года)[29]
- Бердюжье — 103,2 FM (c 6 января 2016 года)[26]
- Бердянск — 102,7 FM (с 9 ноября 2024 года)[30]
- Благодарный — 101,2 FM[26]
- Братск — 107,2 FM (с 19 января 2015 года)[31]
- Бриньковская — 96,8 FM (c 13 июня 2024 года)[26]
- Брянск — 98,2 FM (c 1 июня 2023 года)[26]
- Будённовск — 101,7 FM (с 28 октября 2021 года)[32]
- Бугульма — 105,9 FM
- Викулово — 103,6 FM (c 6 января 2016 года)[26]
- Владивосток — 97,3 FM
- Волгоград — 92,6 FM (с 9 января 2019 года)[33]
- Волгодонск — 103,2 FM (c марта 2023 года)[26]
- Вологда — 96,0 FM (с 13 ноября 2019 года)[34]
- Вышний Волочёк — 104,5 FM (с августа 2017 года)[35]
- Вязьма — 88,3 FM (с 29 января 2025 года)[36]
- Геленджик — 93,1 FM (c 21 марта 2023 года)[26]
- Геническ — 96,6 FM
- Голышманово — 105,4 FM (Частота Молчит)[26]
- Демьянское — 102,6 FM (c 6 января 2016 года)[26]
- Димитровград — 97.1 FM (с 4 июля 2025 года)[37]
- Донецк — 102,6 FM (с 1 марта 2016 года)
- Ейск — 101,1 FM (с 7 сентября 2015 года)[38]
- Екатеринбург — 93,7 FM (с 31 декабря 2014 года)[39]
- Ермаки — 103,3 FM (c 6 января 2016 года)[26]
- Жердевка — 103,3 FM (с 17 января 2022 года)
- Железногорск (Курская область) — 94,0 FM[40]
- Заводоуковск — 103,3 FM (c 6 января 2016 года)[26]
- Задонск — 95,2 FM (2023)[41]
- Зеленокумск — 100,0 FM (c 3 августа 2024 года)[42]
- Златоуст — 106,4 FM (23 августа 2019 года)[43]
- Иваново — 99,7 FM[44]
- Изобильный — 94,8 FM[26]
- Ижевск — 97,0 FM (15 декабря 2017 года)[45]
- Ингаир — 103,2 FM (c 6 января 2016 года)[26]
- Гагарин — 95,3 FM (с 13 декабря 2024 года)[46]
- Галюгаевская — 89,8 FM (c 25 сентября 2024 года)[47]
- Иркутск — 88,5 FM (с 16 сентября 2015 года)[48]
- Исетское — 102,9 FM (c 6 января 2016 года)[26]
- Ишим — 104,9 FM (c 6 января 2016 года)[26]
- Йошкар-Ола — 88,7 FM[49]
- Казанское — 100,2 FM (c 6 января 2016 года)[26]
- Казань — 95,5 FM (с 1 марта 2021 года)[50]
- Калининград — 97,0 FM (с 21 ноября 2019 года)[51]
- Каневская — 105,1 FM (с 15 октября 2020 года)[52]
- Карачаевск — 102,3 FM (с 1 июня 2015 года)[53]
- Керчь — 101,8 FM (с 29 апреля 2019 года)[54]
- Кемерово — 104,3 FM (с 1 января 2024 года)[55]
- Кинешма — 90,8 FM (с 1 августа 2020 года)[56]
- Киров — 90,8 FM (с 25 декабря 2014 года[2])
- Кирсанов — 102,2 FM (с 17 января 2022 года)
- Кисловодск — 95,0 FM (с 2 мая 2017 года)[57]
- Кострома — 92,0 FM (с 31 мая 2019 года)[58]
- Красногвардейское — 104,5 FM[26]
- Краснодар — 87,9 FM (с 16 августа 2019 года)[59]
- Красноярск — 95,4 FM (с 12 августа 2019 года)[60]
- Курская — 100,0 FM (с 6 августа 2024 года)[61]
- Кызыл — 104,8 FM (с сентября 2020 года)[62]
- Липецк — 97,9 FM (с 6 июня 2017 года)[63]
- Мариуполь — 97,2 FM (с июля 2025 года
- Матвеев Курган — 107,0 FM (с 7 сентября 2015 года)[38]
- Медное — 107,9 FM (с 15 декабря 2016 года)[64][65]
- Мелитополь — 96,7 FM (с 28 июня 2025 года)
- Миасс — 102,2 FM (с 23 августа 2019 года)[43]
- Москва — 100,9 FM (15 сентября 2014 года)[19]
- Мурманск — 90,4 FM (с 3 мая 2019 года)[66]
- Нальчик — 104,4 FM (с 1 мая 2016 года)[67][68]
- Нарткала — 106,4 FM (Частота Молчит)
- Невинномысск — 94,2 FM[26]
- Нефтекумск — 100,4 FM[26]
- Нижний Новгород — 89,2 FM
- Нижний Тагил — 97,1 FM (с 9 мая 2020 года)[69]
- Нижняя Тавда — 101,2 FM (c 6 января 2016 года)[26]
- Новоалександровка — 100,2 FM (c 6 января 2016 года)[26]
- Новозавидовский — 103,2 FM[26]
- Новокузнецк — 94,2 (c 4 июля 2022 года)[70]
- Новосибирск — 94,6 FM (с 1 марта 2016 года)[71]
- Новый Свет — 105,6 FM (c 20 августа 2019 года)[72]
- Норильск — 107,4 FM (c 31 августа 2020 года)[73]
- Октябрьская — 90,3 FM (c 9 апреля 2022 года)
- Омск — 90,5 FM (с 19 января 2015 года)[74]
- Омутинское — 102,6 FM (c 6 января 2016 года)[26]
- Оренбург — 88,3 FM (с 25 декабря 2018 года)[75]
- Орск — 95,8 FM (с 5 июля 2020 года)[76]
- Орёл — 95,6 FM (с 22 марта 2018 года)[77]
- Оса — 103,3 FM (с 17 июня 2022 года)
- Осташков — 99,4 FM (с 10 декабря 2015 года)[78]
- Пенза — 94,7 FM (10 декабря 2019 года)[79]
- Пермь — 95,0 FM (с 19 февраля 2018 года)[80]
- Петрозаводск — 101,0 FM (с 28 июля 2016 года)[81]
- Псков — 88,8 FM (c 25 декабря 2020 года)[82]
- Пятигорск — 89,2 FM (с 21 апреля 2017 года)[57]
- Ржев — 102,4 FM (с 15 декабря 2016 года)[64]
- Ростов-на-Дону — 95,7 FM (c 11 сентября 2023 года)[83]
- Русское — 99,7 FM (с 6 августа 2024 года)[61]
- Рязань — 102,5 FM (c 20 августа 2014 года)[26]
- Самара — 96,8 FM (с 20 января 2015 года)[84]
- Санкт-Петербург — 92,9 FM (с 1 июня 2022 года)[85]
- Саратов — 101,1 FM (c 10 января 2022 года)[86]
- Саргатское — 107,5 FM (с 16 августа 2023 года)[87]
- Севастополь — 103,7 FM (с мая 2016 года)[88]
- Симферополь — 89,3 FM (с мая 2016 года)[88]
- Сладково — 103,2 FM (c 6 января 2016 года)[26]
- Смоленск — 88,4 FM (с 10 марта 2017 года)[89]
- Советск — 106,9 FM (с 11 января 2021 года)[90])
- Ставрополь — 93,0 FM (с 27 июля 2020 года)[91]
- Старый Оскол — 104,0 FM (с 15 мая 2018 года)[92]
- Сызрань — 98,3 FM (c 14 сентября 2020 года)[93]
- Тамбов — 99,9 FM (с 30 марта 2023 года)[94]
- Тверь — 89,4 FM (с 18 декабря 2020 года)[95]
- Темкино — 96,1 FM[26]
- Тобольск — 98,3 FM (c 6 января 2016 года)[26]
- Тольятти — 94,9 FM (с 24 июля 2025)
- Томск и Северск — 92,6 FM (с 26 февраля 2018 года)[96][97]
- Торжок — 94,7 FM (с 23 октября 2023 года)[98]
- Туапсе — 106,5 FM (с 5 августа 2024 года)[26]
- Тюмень — 92,4 FM (с 13 марта 2016 года)[99]
- Уварово — 100,6 FM (с 13 августа 2020 года)[100]
- Уват — 100,4 FM (c 6 января 2016 года)[26]
- Ульяновск — 93,6 FM(с октября 2022 года)[101]
- Упорово — 106,8 FM (c 6 января 2016 года)[26]
- Уфа — 98,8 FM
- Феодосия — 106,1 FM (с 29 апреля 2016 года)[102]
- Хабаровск — 107,9 FM (с 3 ноября 2017 года)[103]
- Ханты-Мансийск — 107,1 FM (с 1 апреля 2020 года)[104]
- Череповец — 106,7 FM (с 13 ноября 2018 года)[105]
- Черкесск (Карачаевск) — 102,3 FM (с 1 июня 2015 года)[57]
- Челябинск — 88,4 FM
- Чесма — 106,7 FM (с июля 2017 года)[106]
- Чита — 87,6 FM (c 16 августа 2021)[107]
- Чёрное — 100,3 FM (c 6 января 2016 года)[26]
- Энергодар — 104,5 FM
- Южно-Сахалинск — 89,3 FM (с 7 мая 2021 года)[108]
- Якутск — 87,9 FM (c 15 апреля 2021 года)[109]
- Ялта — 106,8 FM (с мая 2016 года)[88]
- Ярково — 103,4 FM (c 6 января 2016 года)[26]
- Ярославль — 98,3 FM (с 16 марта 2020 года)[110]

### Вещание планируется (Россия)
- Апшеронск — 105,4 FM
- Будённовск — 101,1 FM
- Вагай — 97,0 FM
- Воронеж — 89,4 FM
- Гай — 94,0 FM
- Далматово (Курганская область) — 96,5 FM
- Княжьи Горы — 106,4 FM
- Луганск — 88,8 FM
- Нелидово — 107,5 FM
- Новоалександровск — 94,0 FM
- Светлоград — 103,3 FM
- Тихорецк — 102,4 FM
- Геническ — 104,9 FM
- Чебоксары — 90,3 FM
- Шадринск — 104,6 FM

### Вещание прекращено (Россия)
- Анапа — 105,9 FM (c 8 декабре 2017 года — на 91,8 FM[111], затем с 23 января 2019 года до 17 декабря 2023 года на 105,9 FM[112]) (заменено на Авторадио) (Сейчас на 90.5 FM)
- Большое Сорокино — 102,7 FM (Частота закрыта)
- Геленджик — 91,1 FM (заменено на Comedy Radio) (появилось 2018 года)[113] (Сейчас на 93,1 FM)
- Геническ — 103,1 FM (частота закрыта но переход на другую частоту на 96.6 FM)
- Задонск — 103,9 FM (частота закрыта, вещание переведено на 95,2 FM)
- Мосолово — 101,0 FM (заменено на Авторадио) (с июня 2015 года)[114]
- Туапсе — 99,6 FM (заменено на Радио Шоколад) (появилось 2024 года) (Сейчас на 106.5 FM)
- Херсон — 90,4 FM

### Вещание за рубежом
Молдавия
- Кишинёв — 104,6 FM[115]
- Тирасполь — 88,3 FM